# Pseudoguembelina
Pseudoguembelina es un género de foraminífero planctónico de la subfamilia Pseudoguembelininae, de la familia Heterohelicidae, de la superfamilia Heterohelicoidea, del suborden Globigerinina y del orden Globigerinida. Su especie tipo es Guembelina excolata. Su rango cronoestratigráfico abarca desde el Turoniense hasta el Maastrichtiense (Cretácico superior).

## Descripción
Pseudoguembelina incluía especies con conchas biseriadas, inicialmente planiespiraladas, al menos en las formas microesféricas; sus cámaras eran globulares a reniformes infladas; sus suturas intercamerales eran incididas; su contorno ecuatorial era subtriangular y lobulada; su periferia era redondeada; su abertura principal era interiomarginal, lateral, con forma de arco simétrico, y bordeada por un labio grueso; presentaban aberturas secundarias suturales a lo largo de las suturas entre cámaras, disponiéndose en zigzag, y rodeadas con una solapas perforadas, de forma tubular o acampanada, que a su vez estaban bordeadas por un labio imperforado; presentaban pared calcítica hialina, microperforada, y fuertemente costulada, con costillas longitudinales.

## Discusión
Clasificaciones posteriores han incluido Pseudoguembelina en el Orden Heterohelicida.

## Paleoecología
Pseudoguembelina incluía especies con un modo de vida planctónico, de distribución latitudinal cosmopolita, y habitantes pelágicos de aguas superficiales (medio epipelágico).

## Clasificación
Pseudoguembelina incluye a las siguientes especies:
- Pseudoguembelina costulata †
- Pseudoguembelina excolata †
- Pseudoguembelina hariaensis †
- Pseudoguembelina kempensis †
- Pseudoguembelina palpebra †

Otras especies consideradas en Pseudoguembelina son:
- Pseudoguembelina costellifera †
- Pseudoguembelina hammadii †
- Pseudoguembelina polypleura †
- Pseudoguembelina pseudocarinata †
- Pseudoguembelina punctulata †